# Волков, Леонид Борисович
Леонид Борисович Волков (28 августа 1929 года, Москва — 18 января 2016 года, Хюрт, Германия) — советский и российский государственный и общественно-политический деятель, юрист, политолог, публицист, исследователь проблем современного конституционализма, моделей модернизации, индустриализации, фашизма, сталинизма, Народный депутат РФ (1990—1993), инициатор и соавтор Декларации о государственном суверенитете РСФСР (1990), член парламентской Конституционной комиссии РФ (1990—1993), участник Конституционного совещания (1993). Член комитета по международным делам и внешнеэкономической политике Верховного Совета РФ (1990—1993). Кандидат юридических наук.

## Биография
Родился в Москве. Родители — советские служащие. В столице окончил 135-ю среднюю школу около Моссовета. В 1952 году окончил юридический факультет МГУ, получив диплом преподавателя вуза, исследователя в области юридических наук.
По окончании обучения поступил на практическую работу в качестве юрисконсульта крупнейшей всесоюзной организации, занятой строительством предприятий тяжелой индустрии, где проработал около 10 лет.
В 1960 году, закончив к этому времени трёхгодичные курсы английского языка, переходит на работу в Договорно-правовой отдел Внешторгбанка СССР. Здесь он совмещает практическую деятельность с обучением в заочной аспирантуре и публикациями. Участвовал в написании нескольких статей по тематике международного банковского и торгового права авторства своих руководителей А. Б. Альтшулера и Д. Л. Иванова.
К этому времени он знакомится с будущим известным диссидентом и правозащитником Александром Гинзбургом и его окружением. После первого ареста Гинзбурга Волковым начинает интересоваться КГБ, его вызывают для бесед на Лубянку, на него заводится досье. При этом играет роль его возникшая ещё в МГУ тесная дружба с выходцем из Литвы, видным юристом, политологом и впоследствии советологом Александром Штромасом, продолжавшаяся до смерти последнего. Судя по характеру допросов Волкова в КГБ, интерес вызывали проводимые у него на квартире семинары с участием таких лиц как Григорий Померанц, Александр Пинский, поэт-диссидент Александр Тимофеевский, музыковед Мирон Харлап и др. В 1965 году оставил работу во Внешторгбанке.

### Академическая деятельность
Благодаря усилиям ряда старших коллег, в том числе бывшего начальника Договорно-правового отдела ВТБ А. Б. Альтшулера и заведующего сектором ИГПАН АН СССР В. А. Туманова Волков после ряда затруднений был принят на работу в Институт государства и права АН СССР, где служит до 1970 года. Здесь он принимал участие в коллективных монографиях по плановой тематике возглавляемого Тумановым сектора зарубежного (по тогдашней терминологии «буржуазного») государства и права, публиковал статьи о фашизме и неофашизме, выступал с лекциями общества «Знание» по распространению политических и научных знаний.
Размышления о загадке германского нацизма привели Волкова к собственной социально-исторической концепции «опоздавшей модернизации», а заодно подвели к предмету системной, бихевиориальной политической науки. В этом он нашел единомышленников в лице ряда коллег в ИГПАН. Здесь произошло его знакомство с Ф. М. Бурлацким, фактически создающим сектор политической науки в новом Институте конкретных социальных исследований (ИКСИ) АН СССР. В 1967 году Волков защитил кандидатскую диссертацию на тему «Политическая доктрина и практика современного фашизма». Благодаря участию Бурлацкого в качестве официального оппонента защита прошла без осложнений. В дальнейшем на почве отрицаемой в Институте методологии политической науки у ученого возник конфликт с руководством. При посредничестве Бурлацкого он перешел во вновь создаваемый Институт научной информации по общественным наукам АН СССР (ИНИОН), возглавляемый Л. П. Делюсиным.
В 1970—1980-е годы он занимался пионерскими для советского времени профильными теоретическими работами об «опоздавшей» модернизации («модернизации вдогонку»). С учётом цензурных условий статьи Волкова, как и ряда его коллег, публикуются как «научно-аналитические обзоры» в основном зарубежных авторов. Но, разбирая их взгляды, автор развил собственные идеи и дал многоплановую концептуальную картину общества «догоняющей модернизации», как источника фашизма, нацизма, сталинизма. С конца 1980-х становится возможным открыто публиковать его взгляды на СССР и Россию как общество «опоздавшей модернизации».

### Концепция «модернизации вдогонку»
Главное в концепции ученого — идея неравномерности исторического движения обществ по пути модернизации. Он разделяет типы модернизации на первичные и вторичные, эндогенные и индуцированные из эпицентров модернизации. Соответственно модернизация может быть связана с процессом эмансипации массовой личности или происходить без таковой. Возникает парадоксальный эффект, который Волков называет «эмансипация антиэмансипации». Результатом может выступать социокультурный срыв, перерыв наметившегося вектора исторического движения, маятники «прогресса» и «реакции», либерализма и архиконсерватизма, революции и контр-революции. Все это ставит под сомнение идею модернизации как универсального процесса конвергенции всех обществ в единую модель, предложенную У. Ростоу.
Эндогенная модернизация по гипотезе Волкова складывается в XIV—XIX веках в Англии и Нидерландах, образуя своего рода эпицентр модернизации. Смысл процесса состоит в том, что отдельные сегменты общества естественным путём «притираются друг к другу», пока не составят нечто целое, находящееся на сопоставимых уровнях взаимной коммуникации. Когда это достигнуто, происходит качественный скачок — общество в короткий срок приобретает целостный характер современного общества, в котором технологии, экономика, личность, социум, политика если и не находятся в полной гармонии, то достаточно соответствуют друг другу. Общество в целом, на разных уровнях и в разных группах становится рациональным, прагматичным, инструментальным, эмансипированным, рационально же отводя при этом место традициям. Такой, например, видит автор Англию XVII—XVIII веков с её флотами, мануфактурами, рациональным фермерским животноводством, паровой машиной, «экономическими» лордами, парламентом.
Когда модернизация в эпицентре завершена, начинается её экспансия на географическую и геополитическую периферию. Наступает полоса модернизационной индукции — проще говоря, вторжения модернизационных моделей в страны, не прошедшие ещё всех циклов эндогенной модернизации или даже не приступившие к ней. «Модернизаторы» в таких странах, обычно правители и окружающие их элиты, пытаются продвинуть отдельные стороны модернизации, обычно начиная с военных, на различные уровни общества как бы со стороны или сверху. При этом они, встречают сопротивление «антимодернизаторов». Возникает «модернизация вдогонку», которую не миновали даже такие страны как Франция XVIII—XIX веков с отголосками вплоть до нашего времени.
И чем дальше от эпицентра, тем процессы «догоняющей модернизации» противоречивее и опаснее для самого общества и для мира, но остановить их невозможно. В частности именно историческими продуктами «модернизации вдогонку», вернее её противоречий, автор считает «фашизм» как общее историческое понятие в его различных политических вариантах.

## Мнения

### Волков о Троцком
В 1986 году Волков поднимает в ИНИОНе вопрос о фальсификации роли Троцкого в советской и отчасти зарубежной науке и пропаганде. В совместной с И. М. Клямкиным, Буртиным, Я. М. Бергером, В. И. Илюшенко дискуссии по поводу статьи Клямкина «Какая улица ведет к храму» перед большой академической и журналистской аудиторией Волков говорит о необходимости покончить с жупелом «троцкизма» как одним из краеугольных камней тоталитарной идеологии. Исследователь опирается при этом на ряд документов, в том числе опубликованных в советское время. Дискуссия публикуется в журнале «Знание - сила».

### Волков о «раковом» характере советской экономики и парадигме «роста»
Не будучи по профессии экономистом, Волков на основе обобщения собственного длительного практического опыта работы в советском «плановом» народном хозяйстве формирует представление о нём, как о «монопольном закрытом рынке», функционирование которого подвержено высокой степени политико-силового давления и коррупции. Эти представления, в пределах допускаемых цензурными соображениями, автор излагает в полузакрытых, малотиражных публикациях ИНИОН, а также на различных семинарах.
С конца 1980-х со своими соображениями о роковой для экономики СССР роли милитаризованной экономики, «раковой» опухоли ВПК, о путях раскрепощения частной инициативы, о перспективах преобразования планового сектора производства Волков выступает в печати и на различных общественных форумах. Он предлагает собственный проект перехода к свободной рыночной экономике, а впоследствии резко критикует «ваучерную» приватизацию.
В 1970-е годы совместно с коллегами по ИНИОНу Волков публикуют научно-аналитические обзоры известных исследований на тему «Пределы роста». Открытие учёных Денниса и Донеллы Медоуз, Рандерса и Беренса накладывает неизгладимую печать на все последующие размышления Волкова о настоящем и будущем.
С начала XXI века с учётом обретенного европейского опыта Волков подвергает серьезному сомнению парадигму постоянного экономического роста как основу современной экономики и кратко формулирует следующий тезис: парадигма роста не может ориентироваться исключительно на статистически количественный фактор. Решающим корректирующим противовесом количеству должен служить фактор качества роста. В обобщенном виде — качество жизни. Волков предлагает также подойти критически к оценке роли труда и классической трудовой теории стоимости. Он, указывает на то, что определение и колебания «стоимости», не говоря уже о ценах, в современной экономике носят произвольный, «силовой», манипулятивный характер, утрачивая ту объективность, которую ей приписывала классическая теория. Данный взгляд как гипотезу, Волков высказывает на различных конференциях, семинарах и дискуссиях.

### Фашизм, нацизм, сталинизм — концепция «кулачного человека»
Довольно рано Волков приходит к пониманию того, что фашизм, нацизм и сталинизм имеют не только внешние структурное сходство (концепция «тоталитаризма»), но и более глубокие социально-исторические и социокультурные корни, связывая их с концепцией «опоздавшей модернизации». В 2008 году по заказу редакции журнала «Дружба народов» Волков без цензурных ограничений публикует развернутую аналитическую статью, в которой рассматривает фашизм и ленинизм (ленинский период в истории России) как близкие по своим историческим корням и исторически закономерные явления. Основой «фашизма» автор считает сложившуюся к началу XX века идеологию и психологию «кулачного» человека, отраженную в поэзии, литературе и философии начала века.
Напротив, гитлеровский национал-социализм и сталинский милитаризованный «социализм» автор трактует как выпадающие из закономерного хода истории волюнтаристские устремления к насильственному военному захвату и порабощению мира. Волков показывает, что история сталинизма и нацизма во многом связаны с провокационной политикой Сталина, нацеленной на мобилизацию милитаризма как в СССР, так и в Германии в интересах укрепления его собственной личной власти.

### Россия. Демократия, приватизация, конституционализм
В период 1986—1994 годов Волкова принимает непосредственное участие в демократическом движении в качестве активиста демократических клубов, народных фронтов, социал-демократической партии, движения «Демократическая Россия». Он выступает на собраниях и митингах, публикует теоретические статьи в различных, в основном новых изданиях. Вместе с коллегами Волков разрабатывает «Демократический наказ», призванный радикализовать перестройку и политику Горбачева. Он публикует собственный проект приватизации.
В 1990 году Волков в конкурентном соревновании избирается народным депутатом РСФСР. Вскоре после этого Волков совместно с О.Румянцевым выступают с инициативой Декларации о ГОСУДАРСТВЕННОМ суверенитете РСФСР, обосновавшей ГОСУДАРСТВЕННОСТЬ Российской Федерации и ставшей моделью для ряда других республик. Декларация в данном варианте была противопоставлена вариантам «экономического» суверенитета республики, способствовала избранию Ельцина главой республики и дальнейшим радикальным реформам. Позднее Волков становится членом Конституционной комиссии РФ, её Рабочей группы и вместе с коллегами разрабатывает проект новой демократической конституции России. Ему принадлежит, в частности, формула: «Конституция — закон прямого действия», сохранившаяся во всех последующих вариантах Конституции. В 1993 году Волков участвует в Конституционном совещании, принявшим окончательный проект конституции 1993 года.
В 2008—2013 годах Волков выступает за возобновление конституционного процесса и созыв Учредительного (Конституционного) собрания для принятия новой конституции с учетом имеющегося опыта и уровня общественного сознания. Его лозунг: «Конституция должна быть понятной народу и понятой им». С 2008 года — Волков член редакционно-издательского совета Фонда конституционных реформ России, попеременно главный редактор и заместитель главного редактора журнала «Конституционный вестник». Он также автор и редактор значительной части публикаций десятитомного научного издания «История создания Конституции России». Участник множества конференций в России и за рубежом, посвященных конституциональным вопросам.

## Общественно-политическая деятельность
Российские юридические издания так характеризуют Волкова: «Л. Б. Волков …российский государственный деятель, стоявший у истоков современной отечественной государственности и защищавший свободную Россию в августе 1991 года», один из ведущих российских конституционалистов.
Уже со школьных лет, будучи убежденным советским человеком, комсомольцем, патриотом, Волков критически относится ко многим проявлениям советской власти, особенно отрицательно к Сталину. Оттепель середины 1950-х, разоблачение культа личности, знакомство с диссидентами, расширение информационного поля за счет «самиздата» способствовали укреплению его критического отношения к системе и режиму. Дома у Волкова проводились дискуссии и семинары на общественно-политические и исторические темы, о чём он упоминает в своих мемуарах.
С приходом к власти Горбачёва и объявлением перестройки Волков активно включился в неформальное движение и вместе с его более молодыми коллегами, такими как Андрей Фадин и Олег Румянцев становится активистом первых политклубов и участником первых уличных выступлений. Вместе с О. Румянцевым и Г. Ракитской Волков создаёт в рамках клуба «Демократическая перестройка» социал-демократическую секцию, послужившую в дальнейшем основой для образования Социал-демократической ассоциации и Социал-демократической партии России (СДПР). В тесном сотрудничестве с О. Румянцевым и Борисом Орловым Волков неоднократно избирается членом президиума и сопредседателем СДПР.
Возрождающаяся русская социал-демократия при участии Волкова, возглавлявшего международную комиссию СДПР, контактирует с будущими социал-демократами Украины, Прибалтики, Грузии, проводит совместные конференции, организует съезды. При участии Волкова устанавливаются также контакты с партиями Социнтерна. Он принимает участие в международных встречах социал-демократов, в том числе с бывшим канцлером ФРГ Брандтом, австрийским канцлером Враницким, председателем СДПГ Фогелем, председателем австрийского парламента Фишером, депутатом Бундестага Вайскирхеном и др.
В этот же период устанавливаются политические контакты Волкова с Сергеем Станкевичем, активистом Московского народного фронта, будущим народным депутатом СССР, членом Межрегиональной депутатской группы. Волков принимает активное участие в составлении «Демократического наказа», направленного в адрес руководства СССР перед предстоящими выборами. Он один из основных авторов «неформального» избирательного закона РСФСР, который публикуется в ленинградской газете «Смена» и приносится в Верховный Совет РСФСР союзным депутатом Станкевичем. Происходят первые выступления Волкова по всесоюзному радио, телевидению и в печати, ставшие впоследствии регулярными, как в России, так и за рубежом.
В 1990 году Волков на первых в России свободных выборах в конкурентной борьбе тринадцати соперников как кандидат подписанного Ельциным списка «Демократической России» избирается народным депутатом РСФСР по Таганскому территориальному избирательному округу Москвы.
Политик Волков является инициатором и автором исходных принципов Декларации о государственном суверенитете России. Ему принадлежит депутатская инициатива по замене советского флага над Белым Домом на трёхцветный флаг демократической России 22 августа 1991 года (День Государственного флага Российской Федерации).

## Волков как литератор
В журналах «Дружба народов», «Сибирские огни», а также в интернет-журнале «Миринформ» на протяжении 2003—2013 годов опубликован ряд рассказов и других литературных произведении Волкова. В издательстве Рунет вышла книга рассказов Волкова «Любовь, КГБ и шагреневая шкура Мандельштама».